# 74e cérémonie des Primetime Creative Arts Emmy Awards
La 74e cérémonie des Primetime Creative Arts Emmy Awards, organisée par l'Academy of Television Arts and Sciences, a lieu les 3 et 4 septembre 2022 à Los Angeles et récompense les meilleurs techniciens de la télévision (publique et câblée) américaine en primetime au cours de la saison 2021-2022 (du 1er juin 2021 au 31 mai 2022).
La cérémonie est annexe à la cérémonie principale des Primetime Emmy Awards, qui a lieu une semaine plus tard, le 10 septembre 2022.

## Palmarès

### Performances

#### Meilleur acteur invité dans une série dramatique
- Colman Domingo pour le rôle de Ali dans Euphoria, épisode Ruminations : Petites et Grosses Brutes
  - Adrien Brody pour le rôle de Josh Aaronson dans Succession, épisode Josh
  - James Cromwell pour le rôle d'Ewan Roy dans Succession, épisode Les Concierges à la retraite de l'Idaho
  - Arian Moayed pour le rôle de Stewy Hosseini dans Succession, épisode Les Concierges à la retraite de l'Idaho
  - Tom Pelphrey pour le rôle de Ben Davis dans Ozark, épisode C'est toi le boss
  - Alexander Skarsgård pour le rôle de Lukas Matsson dans Succession, épisode Jusqu'à ce que la mort nous sépare

#### Meilleure actrice invitée dans une série dramatique
- Lee Yoo-mi pour le rôle de Ji-yeong dans Squid Game, épisode Gganbu
  - Hope Davis pour le rôle de Sandi Furness dans Succession, épisode Les Concierges à la retraite de l'Idaho
  - Marcia Gay Harden pour le rôle de Maggie Brener dans The Morning Show, épisode Témoignage
  - Martha Kelly pour le rôle de Laurie dans Euphoria, épisode Aussi stable qu'un colibri
  - Sanaa Lathan pour le rôle de Lisa Arthur dans Succession, épisode Quoi qu'il en coûte
  - Harriet Walter pour le rôle de Lady Caroline dans Succession, épisode Mariage toscan

#### Meilleur acteur invité dans une série comique
- Nathan Lane dans le rôle de Teddy Dimas dans Only Murders in the Building, épisode Le Garçon du 6B
  - Jerrod Carmichael pour le rôle du présentateur dans Saturday Night Live, épisode Host: Jerrod Carmichael
  - Bill Hader pour les rôles d'Igor, Gregor et Timor dans Larry et son nombril, épisode Igor, Gregor, & Timor
  - James Lance pour le rôle de Trent Crimm dans Ted Lasso, épisode Inverser la pyramide du succès
  - Christopher McDonald pour le rôle de Marty dans Hacks, épisode The One, The Only
  - Sam Richardson dans le rôle d'Edwin Akufo dans Ted Lasso, épisode Midnight Train to Royston

#### Meilleure actrice invitée dans une série comique
- Laurie Metcalf pour le rôle de Weed dans Hacks, épisode Trust the Process
  - Jane Adams pour le rôle de Nina Daniels dans Hacks, épisode The Click
  - Harriet Sansom Harris pour le rôle de Susan dans Hacks, épisode Retired
  - Jane Lynch pour le rôle de Sazz Pataki dans Only Murders in the Building, épisode Et que ça saute
  - Kaitlin Olson pour le rôle de DJ dans Hacks, épisode There Will Be Blood
  - Harriet Walter pour le rôle de Deborah dans Ted Lasso, épisode Le Signal

#### Meilleur acteur dans une mini-série dramatique ou comique
- Tim Robinson pour les rôles de plusieurs personnages dans I Think You Should Leave with Tim Robinson
  - Anthony A. Anderson pour le rôle de Sean Williams-Grey dans Anacostia
  - Bill Burr pour le rôle de Rick dans Immoral Compass
  - Brendan Gleeson pour le rôle de Scott dans State of the Union
  - Ikechukwu Ufomadu pour son propre rôle dans Words with Ike

#### Meilleure actrice dans une mini-série dramatique ou comique
- Patricia Clarkson pour le rôle d'Ellen dans State of the Union
  - Jacinte Blankenship pour le rôle de Jenaya dans Intersection
  - Desi Lydic pour son propre rôle dans Desi Lydic Foxsplains
  - Rhea Seehorn pour le rôle de Kris Latimer dans Cooper's Bar
  - Sydnee Washington pour le rôle de Judith dans Bridesman

#### Meilleur doublage
- Chadwick Boseman pour le rôle de Star Lord T'Challa dans What If...?, épisode Et si… T'Challa était devenu Star-Lord ?
  - F. Murray Abraham pour le rôle de Khonshu dans Moon Knight, épisode En toute amitié
  - Julie Andrews pour le rôle de Lady Whistledown dans La Chronique des Bridgerton, épisode Un parfum de débauche
  - Maya Rudolph pour le rôle de Connie la monstre des hormones dans Big Mouth, épisode Noël à la sauce Big Mouth
  - Stanley Tucci pour le rôle de Bitsy Brandenham dans Central Park, épisode Nuit noire
  - Jessica Walter pour le rôle de Malory Archer dans Archer, épisode À l'heure de Londres
  - Jeffrey Wright pour le rôle d'Uatu, le Gardien, dans What If...?, épisode Et si… Ultron avait gagné ?

#### Meilleure narration
- Barack Obama pour Our Great National Parks, épisode A World of Wonder
  - Kareem Abdul-Jabbar pour Black Patriots: Heroes of the Civil War
  - David Attenborough pour The Mating Game, épisode In Plain Sigh
  - W. Kamau Bell pour We need to Talk About Cosby, épisode Part 1
  - Lupita Nyong'o pour Serengeti II, épisode Intrigue

### Casting

#### Meilleur casting dans une série dramatique
- Succession (HBO)
  - Euphoria (HBO)
  - Ozark (Netflix)
  - Severance (Apple TV+)
  - Stranger Things (Netflix)
  - Yellowjackets (Showtime)

#### Meilleur casting dans une série comique
- Abbott Elementary (ABC)
  - Barry (HBO)
  - Larry et son nombril (HBO)
  - Hacks (HBO Max)
  - Only Murders in the Building (Hulu)
  - Ted Lasso (Apple TV+)

#### Meilleur casting dans une mini-série, un téléfilm ou un spécial
- The White Lotus (HBO)
  - Dopesick (Hulu)
  - The Dropout (Hulu)
  - Inventing Anna (Netflix)
  - Pam & Tommy (Hulu)

#### Meilleur casting dans un programme de Télé-réalité
- Love on Spectrum U.S. (Netflix)
  - Lizzo's Watch Out for the Big Grrrls (Prime Video)
  - Queer Eye (Netflix)
  - RuPaul's Drag Race (VH1)
  - Top Chef (Bravo)